# Blasfemia

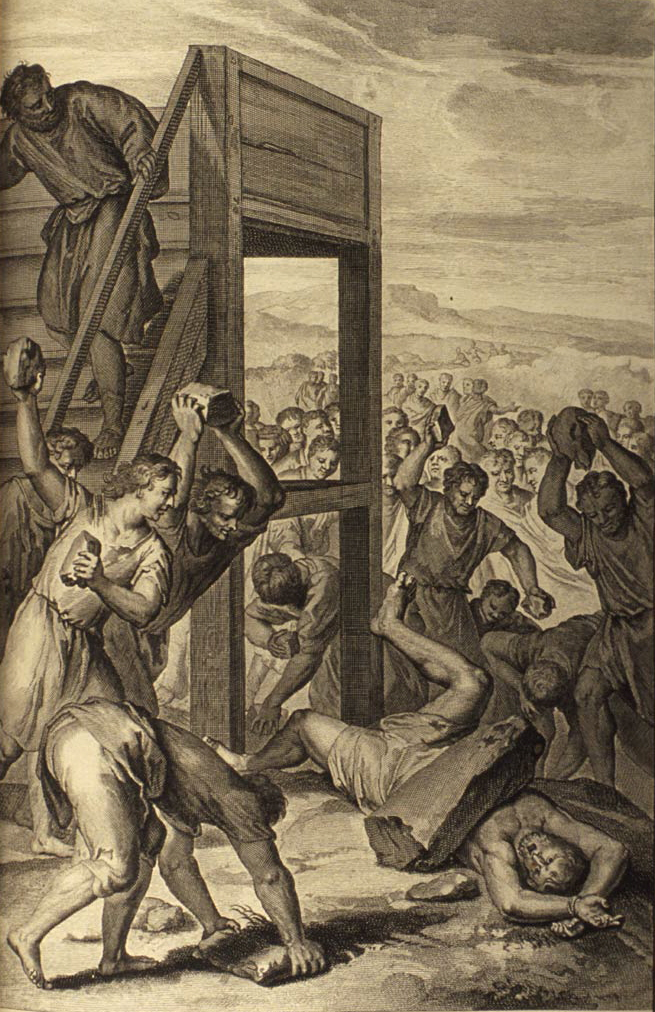
El blasfemo lapidado, de Gérard Hoet y Abraham de Blois. Es una ilustración de Figuras de la Biblia, P. de Hondt éditeur, La Haye, 1728, que representa el castigo que deben sufrir los blasfemos según el libro del Levítico.

La blasfemia (del griego βλασφημία: blasphemía, 'injuriar', y pheme, 'reputación') etimológicamente significa 'palabra ofensiva, injuriosa, contumeliosa, de escarnio', pero en su uso estricto y generalmente aceptado, se refiere a 'ofensa verbal contra la majestad divina'. A lo largo de la historia han existido leyes contra la blasfemia al considerarla un delito público contra Dios, castigado frecuentemente con la pena de muerte —singularmente en las teocracias—.
La prohibición de la blasfemia en Francia fue abolida cuando la Revolución Francesa desarrolló los conceptos de libertad de religión y libertad de prensa.

## Cristianismo
En el libro del Levítico de la Biblia aparece mencionado el delito de la blasfemia y el castigo que le corresponde es la lapidación por el pueblo. Los emperadores romanos condenaron a muerte a los primeros cristianos por haber cometido el delito de blasfemia. En el Código de Justiniano, Novela 77, se establece la pena de muerte para los blasfemos contumaces contra la religión cristiana.
Este sistema represivo se mantuvo en la Edad Media y en la Edad Moderna. Por ejemplo, en Córcega, según los estatutos criminales de 1571, «el blasfemo contra Dios, o la Virgen, era castigado la primera vez con una multa de 6 libras, y de 3, si era contra los santos; de 20 libras, por la segunda vez en uno y otro caso; y por la tercera, con pena de azotes y perforamiento de la lengua». En el artículo 101 del código penal del Reino de las Dos Sicilias, se castigaba la blasfemia proferida en una iglesia o en otro lugar en el momento de celebrarse actos litúrgicos con prisión de dos años y un día a cinco años. Si se profería en un lugar público —en el que no se estaba celebrando ninguna función sagrada— la condena era más reducida: de uno a seis meses de cárcel.

### Derecho canónico
Según el derecho canónico la blasfemia era toda palabra injuriosa a Dios, distinguiéndose por su gravedad entre la blasfemia herética de la no herética y, por el objeto de la misma, entre la blasfemia directa, que es la proferida a Dios, de la indirecta, que es la proferida a la Virgen María, los santos, los Sacramentos, etc. En la Enciclopedia española de Derecho y Administración o Nuevo Teatro de la Legislación de España e Indias dirigida por Lorenzo Arrazola y publicada en 1853 se especificaba lo siguiente:

La blasfemia, por tanto, tiene lugar: 1º. Negando a Dios lo que le es esencial, como, Dios no es justo; 2º. Atribuyéndole ofensivamente lo que repugna a su esencia y atributos, como, Dios es injusto; 3º. Detestando, ó maldiciendo, como ¡pese a Dios! ¡mal para Dios! etc.; 4º. Pronunciando las mismas palabras injuriosas contra la Virgen María, los santos, los Sacramentos, y cosas consagradas a Dios, o a su culto; Y 5º. Aun sin afirmar, negar o detestar, según queda dicho, enumerando, o profiriendo meramente, pero con ira, desprecio, o escarnio, el nombre, atributos, cualidades, y en su caso el cuerpo, o partes del cuerpo, de los objetos comprendidos en los cuatro primeros casos, como ¡nombre de Dios! ¡sangre de Cristo! etc.[...]

Por traslación, y según opinión común de los autores, se reputan blasfemia, por lo general no herética, los actos contumeliosos, e impíos, por más que no acompañe la palabra, como escupir contra el cielo, con ira, o desprecio, escupir a las imágenes y objetos de culto religioso, amenaza con ademanes, etc., en una palabra todo dicho o hecho que seria injuria respecto de personas y objetos profesos, es blasfemia, o se reputa tal respecto de la divinidad, y objetos sagrados.

También se incluían en la blasfemia las injurias o ademanes contra sacerdotes realizados en el momento en que estuvieran ejerciendo sus funciones sagradas, especialmente dentro de la iglesia, y los juramentos falso y en vano (o sin necesidad). Si el juramento falso se realizaba en un juicio constituía un delito más grave: el de perjurio.
En cuanto a las penas, la Iglesia comenzó a establecer las suyas propias a partir del siglo XIII —hasta entonces se había regido por el Código de Justiniano—. La primera normativa específica fue la del papa Gregorio IX que hacia 1250 estableció que el blasfemo fuera condenado por su obispo a permanecer en la puerta de su iglesia, sin poder entrar en ella, durante siete domingos consecutivos mientras se celebraba la misa mayor, y en el último de ellos, descalzo, sin capa y con una soga atada al cuello. Además debía ayunar durante esos siete viernes, y en uno de ellos alimentar a tres pobres, o al menos a uno. También debería pagar una multa de 40 sueldos si era rico y de 30 o menos, si no lo era. En caso de que se negara a cumplir la pena jamás podría acceder a una iglesia y no sería enterrado en sagrado cuando muriera.
En el siglo XVI el papa León X en el V Concilio de Letrán endureció las penas contra los blasfemos. Si era clérigo y tenía beneficio sería privado del mismo durante un año, y si reincidía lo perdería, quedando inhábil para obtener otros nuevos si era condenado por tercera vez. En cuanto a los legos, si era noble pagaría una multa de 25 ducados la primera vez, de 50 la segunda y en la tercera ocasión perdería la nobleza; si era plebeyo sería encarcelado y si reincidía una tercera vez sería expuesto en la puerta de la iglesia principal con una coroza como símbolo de su infamia. Una cuarta vez suponía la cárcel perpetua o la pena de galeras. También eran reos de blasfemia los jueces seculares que no impusieran los castigos establecidos a los convictos por ese delito. En cambio los jueces que fueran diligentes, así como los denunciantes de los blasfemos, recibirían la tercera parte de la multa que se les impusiese, además de diez años de indulgencia por cada caso.
Mucho más terribles fueron las penas que estableció el papa Julio III en la Constitución de 1550, confirmadas por el papa San Pío V en 1585. A los blasfemos plebeyos reincidentes se les perforaría la lengua y si persistían serían azotados —y paseados por la población—, condenados a galeras o desterrados para siempre. Estas mismas penas se aplicarían a los que no denunciaran a las personas a las que hubieran oído blasfemar. Los sacerdotes reincidentes que no tuvieran beneficios serían degradados y condenados a penas de cárcel o de galeras.

### La crítica de la Ilustración
En el siglo XVIII, la Ilustración europea rechazó el concepto mismo de «blasfemia» y denunció que fuera considerada un delito. El marqués de Langle afirmó:

Un blasfemo no injuria ni irroga perjuicio a nadie: ultraja únicamente a Dios, que para vengar sus ofensas dispone de la muerte y tiene en sus manos los rayos

Por su parte Voltaire escribió:

Es triste entre nosotros que lo que es blasfemia en Roma, en nuestra Señora de Loreto, y en el recinto de los canónigos de San Genaro, sea piedad en Londres, en Estocolmo, en Berlín, en Copenhague, en Basilea, en Hamburgo, y es más triste aún, que un mismo país, en una misma calle, sus moradores motejen unos a otros de blasfemos... De blasfemos eran acusados los primeros cristianos; pero los partidarios de la antigua religión del Imperio, los adoradores de Júpiter, que así acusaban de blasfemia, fueron a su vez condenados por blasfemos bajo Teodosio II.

## Blasfemia en el islam
El Islam condena la blasfemia, siendo este un delito recogido en numerosas legislaciones penales de países de mayoría musulmana. Un ejemplo notable es el del escritor británico Salman Rushdie, cuya novela Los versos satánicos publicada en 1988, fue considerada sumamente blasfema e irrespetuosa para el Islam, provocando protestas en varios países y amenazas de muerte para Rushdie. El ayatolá Ruhollah Jomeiní, entonces líder supremo de Irán, emitió en 1989 una fatwā que pedía su asesinato. Tras el fallecimiento de Jomeiní en 1989, diversos debates se extendieron sobre la vigencia de la fatwā, ya que esta sólo puede ser revocada por la persona que la emitió. Por ello, aún hoy en día algunas personas y grupos fundamentalistas consideran que sigue siendo válida, independientemente de la postura del gobierno iraní que ya no busca la aplicación de la fatwā.
En la actualidad, se acusa a ciertos países, como Pakistán, de hacer un uso arbitrario de este delito y de generar graves limitaciones a la libertad religiosa de las minorías no musulmanas.